# Euskera en el sistema educativo
La presencia del euskera en los sistemas educativos de los territorios de España y Francia en los que tradicionalmente se habla esta lengua presenta diferencias en función del distinto estatus de oficialidad que tiene dicha lengua, así como en función también de las políticas educativas aplicadas en España y Francia, y del marco competencial en materia de enseñanza regulado en cada uno de los ordenamientos jurídicos. Así, dentro de España las competencias en materia de educación se encuentran repartidas entre el Estado y las comunidades autónomas, siendo además que el euskera goza del estatus de lengua cooficial en todo el territorio del País Vasco y en el tercio norte de Navarra. En Francia, en cambio, las competencias educativas están atribuidas al Estado en su totalidad y el euskera no goza de la consideración de lengua oficial ni en el departamento de Pirineos Atlánticos, ni tampoco específicamente en el País Vasco francés.
La evolución de los resultados académicos del alumnado vasco, evaluada por los informes PISA, confirman un efecto de deterioro en la calidad educativa aparejado a la progresiva introducción del euskera.[cita requerida] Esta contrapartida es causada por el sesgo en la aptitud del equipo docente, y la dificultad comunicativa derivada del uso en este ámbito de una lengua no mayoritaria.[cita requerida] El resultado se detecta en mayor medida en las pruebas de expresión escrita, aunque también con ligera atenuación en el resto de áreas educativas.[cita requerida]

## España

### País Vasco
En el caso del País Vasco la incorporación normal del euskera al sistema educativo de la comunidad autónoma fue regulada tempranamente por el Decreto 138/1983 del Departamento de Educación y Cultura del Gobierno Vasco, norma que afrontó la regulación de la enseñanza del y en euskera, así como también del y en castellano en los niveles de enseñanza no universitaria, estableciendo la obligatoriedad de la enseñanza de las dos lenguas oficiales del País Vasco, bien como asignatura, o bien como lengua vehicular. Para ello se diseñaron distintos modelos lingüísticos para la enseñanza obligatoria entre los que los padres de los alumnos podrían, con carácter general, optar:
- Modelo A: enseñanza en castellano como lengua vehicular, excepto en la asignatura de Lengua Vasca y Literatura.
- Modelo B: enseñanza de una parte de las asignaturas en castellano (en principio, para materias tales como la lectura, escritura y matemáticas) y otra en euskera (sobre todo las experimentales, plástica y dinámica).
- Modelo D: enseñanza en euskera como lengua vehicular, con asignatura de Lengua Castellana y Literatura.

El mismo decreto establece que en Bachillerato y Formación Profesional, los únicos modelos que se impartirán son el A y el D. Asimismo, en algunas zonas de Vizcaya también se ofrece un cuarto modelo para estudiantes que residan temporalmente en el País Vasco, llamado Modelo X,[cita requerida] en el que se utiliza exclusivamente el castellano, y sus alumnos están exentos de la asignatura de Lengua Vasca y Literatura.
A lo largo de estos años, el modelo A ha ido perdiendo popularidad en favor del D, pasando de ser la opción elegida por el 64 % de los estudiantes en el curso 1983-1984[cita requerida], a ser la del 11 %[cita requerida] en el actual[¿cuál?]. Aun así, como se puede observar en la siguiente tabla, los datos varían según la etapa de la educación: mientras que en la infantil el modelo A es anecdótico (menos del 4 %), en Bachillerato agrupa a un tercio de los alumnos vascos (33,4 %).
|                                  | Modelo A | Modelo B | Modelo D | Modelo X |
| -------------------------------- | -------- | -------- | -------- | -------- |
| Educación Infantil               | 3,1 %    | 17,9 %   | 78,6 %   | 0,5 %    |
| Educación Primaria               | 4,3 %    | 22,1%    | 72,9 %   | 0,7 %    |
| Educación Secundaria Obligatoria | 8,6 %    | 24,9 %   | 65,9 %   | 0,6 %    |
| Bachillerato                     | 33,4 %   | 3,8 %    | 62,1 %   | 0,7 %    |
| Total                            | 17,3 %   | 18,1 %   | 64,1 %   | 0,5 %    |

Analizando los datos por territorio histórico, puede observarse que el modelo D es hegemónico en Guipúzcoa, en donde más de tres cuartas partes de los alumnos cursan estudios en él. En Vizcaya el modelo D es claramente mayoritario y más de la mitad de los alumnos están matriculados en él, y en cambio tiene menos fuerza en Álava, donde aun siendo mayoritario, alcanza casi la mitad del alumnado. Con relación a los datos de 2011/2012 los modelos D y B retroceden en Álava y Vizcaya en favor del modelo A, en tanto que en Guipúzcoa el modelo D se mantiene y el modelo A aumenta a costa del modelo B.
|                  | Modelo A | Modelo B | Modelo D | Modelo X |
| ---------------- | -------- | -------- | -------- | -------- |
| Álava            | 20,1%    | 20,1% %  | 60,8%    | 0        |
| Vizcaya          | 19,5 %   | 20,7 %   | 58,7 %   | 1,1%     |
| Guipúzcoa        | 11,3 %   | 9,3 %    | 79,4 %   | 0        |
| Total País Vasco | 17,3 %   | 18,1 %   | 64,1 %   | 0,5 %    |

En el caso de los estudios de Formación Profesional, los últimos datos del curso 2016/2017 reflejan que el 68 % de los alumnos están matriculados en modelo A y cerca de una cuarta parte en el modelo D (23,1 %); aumenta el porcentaje de modelo B desde el curso 2012/2013, de un 1,3 % a un 8,7 % a costa del modelo A. Durante el curso 2012/13 en el campo universitario un 29 % recibe alguna asignatura en euskera.

### Navarra
En Navarra el régimen de la enseñanza del euskera y en euskera en el sistema educativo está diseñado de acuerdo con lo previsto en la Ley Foral del Vascuence, que reconoce en Navarra la existencia de dos áreas de predominio lingüístico diferentes (castellano y euskera) y regula la distribución del territorio en tres zonas lingüísticas distintas (vascófona, no vascófona y mixta):
- Zona vascófona: compuesta por el tercio septentrional de Navarra salvo los valles pirenaicos orientales. Esta zona es de predominio lingüístico vascófono y los municipios integrados en ella albergan a un 9 % de la población de Navarra. En ella el euskera es lengua oficial junto al castellano.

- Zona mixta: comprende la mayor parte de la Comarca de Pamplona, los valles pirenaicos orientales y algunos municipios septentrionales de la Merindad de Estella. Esta zona es de predominio lingüístico castellano y es el castellano por tanto la única lengua oficial. No obstante, en atención a que en un pasado reciente el euskera fue también lengua tradicional de expresión de la población, a estas áreas la ley les reconoce un régimen especial de fomento del conocimiento y uso del euskera. Los municipios integrados en esta zona suponen el 53 % de la población de Navarra.

- Zona no vascófona: compuesta por la mitad meridional de Navarra, incluyendo toda la ribera del Ebro desde Viana hasta Tudela, así como la mayor parte de las merindades de Olite y Estella. Esta zona es de predominio lingüístico castellano y es ésta la única lengua tradicional y oficial. Los municipios que la integran suponen casi el 50 % del territorio navarro y albergan al 36 % de la población de la Comunidad Foral.

De esta manera, el Decreto Foral 159/1988 de incorporación del vascuence a la enseñanza no universitaria de Navarra estableció 4 modelos lingüísticos distintos:
- Modelo A: enseñanza vehicular en castellano exceptuando la asignatura de Lengua Vasca y Literatura.
- Modelo B: enseñanza vehicular bilingüe (parte en euskera y parte en castellano).
- Modelo D: enseñanza vehicular en euskera exceptuando las asignaturas de Lengua Castellana y Literatura e Inglés.
- Modelo G: enseñanza vehicular en castellano, sin asignatura de Lengua Vasca y Literatura.

Siendo que dicho decreto estableció que en los centros educativos situados en la zona vascófona el aprendizaje del euskera sería obligatorio, bien como asignatura, bien como enseñanza vehicular, a tal fin se dispone que los modelos educativos que se autorizarían para dicha zona serían únicamente los A, B y D.
Para los centros ubicados en la zona no vascófona se autorizaron exclusivamente los modelos que emplean como lengua vehicular el castellano: G y A. Para los centros ubicados en la zona mixta se autorizarían todos los modelos (A, B, D y G), de acuerdo con la demanda.
A este esquema inicial de modelos se vinieron a sumar posteriormente los programas de incorporación del idioma inglés como lengua vehicular de la enseñanza:
- British: con enseñanza vehicular, mitad de asignaturas en castellano y mitad en inglés.
- TIL (Tratamiento Integrado de Lenguas): un porcentaje variable de asignaturas en castellano y otro en inglés, dándose además la posibilidad a los alumnos que lo deseen de cursar cuatro horas semanales de enseñanza en euskera (submodelo TIL-A).
- PAI (Programa de aprendizaje en Inglés): (Hasta 2012 conocido como TIL) (Programa en implantación) un porcentaje variable de asignaturas en castellano y otro en inglés. Siguiendo la siguiente tabla (ORDEN FORAL 147/2016, de 30 de diciembre).[4] Según datos de Educación en 2016, un 51% de las aulas de modelos G y A ofrecen estos programas lingüísticos, un porcentaje que llegará al 86% dentro de tres años.

| CURSO  | MODELO A/G                         | MODELO D                          |
| 1.º EI | 6-12 sesiones en lengua extranjera | 0-6 sesiones en lengua extranjera |
| 2.º EI | 6-12 sesiones en lengua extranjera | 3-6 sesiones en lengua extranjera |
| 3.º EI | 6-12 sesiones en lengua extranjera | 3-6 sesiones en lengua extranjera |
| 1.º EP | 8-12 sesiones en lengua extranjera | 6-9 sesiones en lengua extranjera |
| 2.º EP | 8-12 sesiones en lengua extranjera | 6-9 sesiones en lengua extranjera |
| 3.º EP | 8-12 sesiones en lengua extranjera | 6-9 sesiones en lengua extranjera |
| 4.º EP | 8-12 sesiones en lengua extranjera | 6-9 sesiones en lengua extranjera |
| 5.º EP | 8-12 sesiones en lengua extranjera | 6-9 sesiones en lengua extranjera |
| 6.º EP | 8-12 sesiones en lengua extranjera | 6-9 sesiones en lengua extranjera |

Actualmente los programas que incorporan la lengua inglesa como vehicular reciben el denominador Modelos Plurilingües.
|                                  | Modelo A | Modelo B | Modelo D | Modelo G | Modelos plurilingües |
| -------------------------------- | -------- | -------- | -------- | -------- | -------------------- |
| Educación Infantil               | 14,67 %  | 0,26 %   | 25,46 %  | 37,63 %  | 21,99 %              |
| Educación Primaria               | 20,14 %  | 0,31 %   | 27,02 %  | 45,87 %  | 6,66 %               |
| Educación Secundaria Obligatoria | 10,90 %  | 0,13 %   | 24,07 %  | 63,70 %  | 1,21 %               |
| Bachillerato                     | 4,34 %   | 0,0 %    | 22,98 %  | 72,68 %  | 0,0 %                |
| Ciclos formativos                | 0,0 %    | 0,0%     | 1,64 %   | 98,36 %  | 0,0 %                |
| Total                            | 13,95 %  | 0,20 %   | 23,78 %  | 54,69 %  | 7,38 %               |

Informe sobre el Sistema Educativo de Navarra 2012/2013. Consejo Escolar de Navarra

## Francia

### País Vasco Francés
En el País Vasco Francés, los alumnos matriculados en enseñanza vasca para el año 2006 son el 15,9 % del total. Recientemente (en 2008/2009) se está detectando un aumento significativo en las matriculaciones en los modelos bilingües y ya más del 30 % de los alumnos de primaria estudian en euskera. Hay que tener en cuenta que el euskera carece de oficialidad en el Estado francés y la enseñanza en euskera solamente se imparte en ikastolas (escuela que utiliza el euskera como lengua vehicular), centros educativos que no reciben subvención alguna por parte de las instituciones galas, así como en colegios públicos de enseñanza bilingüe y en escuelas católicas. Existe un liceo que en el que la lengua vehicular es el euskera, aunque el alumnado se prepara para las pruebas de acceso a la universidad, -baccalauréat-, que preceptivamente se desarrollan en francés.